# I. Mária jeruzsálemi királynő
I. Mária (Akkón, 1192 nyara – Akkón, 1212. április 15. után) jeruzsálemi királynő.

## Élete
Édesapja I. Konrád montferrati őrgróf és jeruzsálemi király, V. (Öreg) Vilmos montferrati őrgróf és Babenberg Judit második fia. Édesanyja I. Izabella jeruzsálemi királynő, Amalrik jeruzsálemi király és Komnénosz Mária bizánci császári hercegnő egyetlen felnőttkort megért gyermeke.
Mária édesanyja 1206. április 1-je előtt Akkónban meghalt, ekkor Mária lett a király. Koronázását 1210. október 3-án Türoszban tartották. A tizenhárom éves Mária mellett a nagybátyja, anyjának féltestvére, Ibelin János, Bejrút ura lett a régens, mint a királynő legközelebbi férfirokona.

## Házassága, gyermeke
Még gyermekkorában eljegyezték a ciprusi Imre (felesége révén később jeruzsálemi király) fiával, de a vőlegény még gyermekkorában elhunyt. Így amikor 1208-ban a királynő betöltötte a 17. évét, új férjet kellett találni számára. Florent, Akkón püspöke és Aymar, Kaiszareia ura követségbe indult II. Fülöp Ágost francia királyhoz, hogy tanácsát kérjék. Fülöp 1210 tavaszán bejelentette, hogy egy champagne-i lovag, Brienne-i János hajlandó a házasságra. János vagyontalan volt, így Fülöp Ágost és III. Ince pápa egyenként 40 000 ezüstfontot ajándékoztak neki, hogy vonzóbbá tegyék.
Brienne-i János 1210. szeptember 13-án érkezett Akkónba. Következő napon megtörtént a házasságkötés és október 3-án együtt koronázták meg őket Türoszban. Egyetlen gyermekük született, Izabella Jolán, születése után Mária meghalt.